# Albert Rostand
 (avril 2014).
Pour les autres membres de la famille, voir Famille Rostand.
Albert Rostand est un banquier, armateur et homme d'affaires français, né le 24 août 1818 à Marseille et mort le 12 novembre 1891 à Paris.

## Biographie
Albert Bruno Marie Rostand est le fils de Bruno Rostand (1780-1860) et de Marie-Thérèse Eglé Jourdan. Il embarque en 1836 pour la Syrie et le Levant, fait le tour des correspondants de la maison de négoce familiale en Grèce, Turquie, Égypte et Chypre, et ne rentre à Marseille qu'en 1839 pour prendre part à la direction des affaires familiales. Il convainc en 1845 son père de créer la société Rostand et Cie dans le but d'exploiter une ligne de bateaux à vapeur entre Marseille et Constantinople pour concurrencer les paquebots-postes de l'État, dont le service n'était pas satisfaisant. Trois navires à vapeur en fer et à roues à aubes sont alors construits dans le chantier naval de La Ciotat, permettant ainsi à la nouvelle société d'assurer des lignes bimensuelles à partir de 1846. Il constitue avec son père la Compagnie des bateaux à vapeur du Levant en 1849.
Il devient membre du conseil municipal de la ville de Marseille en 1849.
En 1851, Albert Rostand propose à Ernest Simons de s'associer pour créer une puissante compagnie maritime de messageries. Cette nouvelle compagnie est créée sous le nom de Messageries nationales (avant de prendre celui de Messageries impériales, puis de Compagnie des messageries maritimes en 1871). Albert, membre du conseil d'administration, en dirige l'exploitation.
Avec la Maison Pastré frères (dont Eugène Pastré), il fonde la Société marseillaise de crédit en 1865, ainsi que la Société des docks et entrepôts de Marseille (qu'il préside) et la Compagnie des services maritimes des messageries neuves.
Occupé par la vie parisienne, avec son épouse Élisa Chancel (nièce de Fabricius Paranque, belle-sœur par alliance de Jules Charles-Roux et tante de Jules Chancel), il renonce à son siège au conseil municipal de Marseille en 1860. Il se consacre alors aux activités bancaires et s'associe au banquier Léon Gay dans la banque Gay, Rostand et Cie. Il préside également la Banque franco-égyptienne jusqu'en 1880 et la Société financière et commerciale du Pacifique, et siège notamment au conseil d’administration du Crédit industriel et commercial (CIC), de la Caisse d'épargne, de la Banque Gay-Bazin, de la Banque de Savoie, etc.